# Mustafa Kaplan (Fußballspieler)
Mustafa Kaplan (* 2. September 1967 in Kırşehir) ist ein ehemaliger türkischer Fußballspieler und aktueller Trainer.

## Spielerkarriere

### Verein
Mustafa Kaplan begann mit dem Profifußball in der Jugend von Kırşehirspor, dem Verein seiner Heimatstadt Kırşehir. Anschließend spielte er bei diversen Vereinen der TFF 2. Lig und TFF 1. Lig. Er war überwiegend bei Vereinen aus Zentralanatolien tätig. Zum Sommer 1998 beendete er seine aktive Fußballerlaufbahn bei dem Hauptstadtverein Ziraat Bankasıspor.

## Trainerkarriere
Im Anschluss an seine Spielerkarriere entschied er sich, eine Trainerlaufbahn zu starten. Als erste Tätigkeit wurde er im Jahr 2003 Co-Trainer bei MKE Ankaragücü. Nach drei Jahren bei diesem Verein wechselte er zum Stadtrivalen Gençlerbirliği Ankara und arbeitete hier zwei Jahre, ehe er wieder für weitere zwei Jahre als Co-Trainer zu Ankaragücü wechselte. Zum Sommer 2010 übernahm er ein weiteres Mal den Co-Trainerposten und assistierte erst Thomas Doll und anschließend seinem Nachfolger Ralf Zumdick. Nachdem auch Zumdick Ende April 2011 von seinem Amt zurückgetreten war, betreute Kaplan den Verein bis zum Saisonende und schaffte mit dem abstiegsbedrohten Verein den sicheren Klassenerhalt. Zum Saisonende übergab er den Cheftrainerposten an Giray Bulak und wurde sportlicher Manager des Vereins. Bulak gab zwei Wochen später seinen Rücktritt bekannt und wurde durch Fuat Çapa ersetzt. Mit diesem Trainer erlebte Kaplan durch unterschiedliche Ansichten zu verschiedenen Themen immer wieder Kontroversen. Schließlich reagierte die Vereinsführung und löste den Vertrag mit Kaplan auf und stellte ihn dann später als Talentscout erneut ein.
Vor dem 12. Spieltag der Saison 2012/13 übernahm er beim Zweitligisten MKE Ankaragücü den Cheftrainerposten und ersetzte das zurückgetretene Cheftrainerduo Taner Öcal und Yılmaz Özlem. Zum Zeitpunkt des Trainerwechsels befand sich Ankaragücü nach dem 11. Spieltag mit lediglich 5 Punkten auf dem letzten Tabellenplatz und galt als sicherer Absteiger. Unter der Führung Kaplans begann der Verein für mehrere Überraschungen zu Sorgen. So besiegte man völlig überraschend Çaykur Rizespor, 1461 Trabzon und Adanaspor mehrere Teams des oberen Tabellendrittels. Durch diese Ergebnisse bewahrte sich der Verein sich die Chance auf den Klassenerhalt bis zum vorletzten Spieltag und stieg erst durch die 0:3-Niederlage gegen Denizlispor am 33. Spieltag ab. Trotz dieser von der Fachpresse gelobten Leistung wurde Kaplan nach Vereinswahlen und mit denen einhergehenden Führungswechsel im Vereinsvorstand Ende Mai 2013 von seinem Amt entlassen.
Für die Spielzeit 2013/14 übernahm er das Traineramt beim Viertligisten Hacettepe SK, der Zweitmannschaft seines früheren Arbeitgebers Gençlerbirliği Ankara. Mit diesem Verein beendete er die Saison 2013/14 und qualifizierte sich für die Playoff-Runde der Saison. In dieser setzte seine Mannschaft sich gegen alle Gegner durch und erreichte so den Aufstieg in die TFF 2. Lig. Im Juli 2014 wurde er schließlich als neuer Cheftrainer von Gençlerbirliği Ankara vorgestellt.
Nach der 1:2-Heimniederlage vom zweiten Spieltag gegen Bursaspor wurde er vom Klubpräsidenten İlhan Cavcav entlassen. Unbestätigten Gerüchten zufolge verlangte Cavcav in der Halbzeit dieser Partie bei einem Spielstand von 1:0 gewissen Spieler auszuwechseln. Nachdem Kaplan dieser Forderung nicht folgte, entließ ihn Cavcav.
Zur Saison 2016/17 übernahm er den Zweitligisten Giresunspor und betreute diesen bis Mitte November 2016. Anschließend übernahm er ab Februar 2017 ein weiteres Mal Hacettepe SK und betreute diesen bis zum Sommer 2018.
In die Saison 2018/19 startete er erst als Co-Trainer von İsmail Kartal und nach dessen Entlassung von Bayram Bektaş bei Ankaragücü. Nachdem im Januar 2019 auch Bektaş entlassen worden war, wurde Kaplan zum Cheftrainer ernannt. In dieser Funktion sorgte er beim stark abstiegsbedrohten Verein durch gezielte Transfers für den erfolgreichen Leistungswechsel, ließ sein Team ein ansehnlichens Offensivfußball spiele und sicherte so den Klassenerhalt. Für diese Leistung erhielt er sehr positive Kritik von der türkischen Fußballfachpresse.
Trotz der guten Resonanz der Fachpresse für seine Arbeit bei Ankaragücü, erhielt er von diesem Verein keine Vertragsverlängerung. Daraufhin wurde er vom Stadt- und Ligarivalen und Aufsteiger Gençlerbirliği, seinem alten Verein, als neuer Cheftrainer eingestellt. Nachdem der diesem Verein zuvor zwei Mal nur interimsweise als Cheftrainer betreut hatte, wurde er dieses Mal zum ersten Mal als ordentlicher Cheftrainer engagiert.

## Erfolge
Mit Hacettepe SK
- Play-off-Sieger der TFF 3. Lig und Aufstieg in die TFF 2. Lig: 2013/14